# Antje Heinrich
Antje Heinrich (* 1982 in Leer, Ostfriesland als Antje Koch) ist eine deutsche Schauspielerin.

## Leben
Antje Heinrich wuchs im niedersächsischen Leer auf.
Sie absolvierte ihre Schauspielausbildung von August 2007 bis 2009 an der Film Acting School Cologne. Seit 2009 wirkte Heinrich als Schauspielerin vor der Kamera in mehreren Film-und-Fernsehproduktionen mit. Sie wirkte als Bühnendarstellerin an verschiedenen Theaterhäusern in zahlreichen Theaterstücken mit. 
Antje Heinrich ist seit einigen Jahren mit dem Schauspieler Benjamin Heinrich verheiratet. Das Ehepaar hat drei Kinder und lebt in Köln. Neben ihrer Muttersprache Deutsch spricht Heinrich auch Englisch, Französisch und Spanisch.

## Filmografie
- 2009: Girls Night Out
- 2010: Die Farben des Regenbogens
- 2011: Look 4 Them
- 2016: Kinder rauchen nicht
- 2018: Beck is back! (Fernsehserie)
- 2018: Unter uns (Fernsehserie)
- 2018: Pastewka (Fernsehserie, 1 Folge)
- 2019: Professor T. (Fernsehserie, 1 Folge)
- 2019: Neo Magazin Royale
- 2020: Heldt (Fernsehserie, 1 Folge)
- 2021: Tatort: Der Reiz des Bösen
- 2022: Penny – Der Riss